# Rue de la Vieille-Lanterne
La rue de la Vieille-Lanterne est une ancienne voie de Paris située dans le quartier d'Arcis de l'ancien 7e arrondissement (actuel 4e arrondissement). Elle a disparu lors du réaménagement des abords de la place du Châtelet dans les années 1850 et la construction du Théâtre-Lyrique.

## Historique
Située dans le quartier de la Grande-Boucherie, la rue est mentionnée vers 1300 sous le nom de « rue de l'Escorcherie ». En 1512, elle est nommée « rue de l'Écorcherie » ou « rue des Lessives », du fait de la présence de lavandières. Elle prend ensuite son nom actuel en référence à une enseigne.
En 1702, la rue, qui fait partie du quartier de Saint-Jacques-de-la-Boucherie, comporte 3 maisons et 2 lanternes.
Juste avant la Révolution française, la rue faisait partie de la paroisse Saint-Jacques-de-la-Boucherie.
En 1808, le Grand Châtelet est détruit et la place du Châtelet est aménagée. Une partie de la rue du Pied-de-Bœuf est incorporée à la nouvelle place et la rue de la Vieille-Lanterne est prolongée à l'ouest de la rue de la Vieille-Tannerie.
Dans le cadre des transformations de Paris sous le Second Empire, la place du Châtelet est réaménagée, le 
boulevard du Centre et le boulevard de l'Hôtel-de-Ville sont percés et la rue Saint-Martin est élargie,. La rue est alors officiellement supprimée par un décret du 29 juillet 1854,.
Le 26 janvier 1855, le poète Gérard de Nerval est retrouvé pendu à une grille de la rue. Les maisons de la rue sont détruites peu après. Le Théâtre-Lyrique est construit à son emplacement.

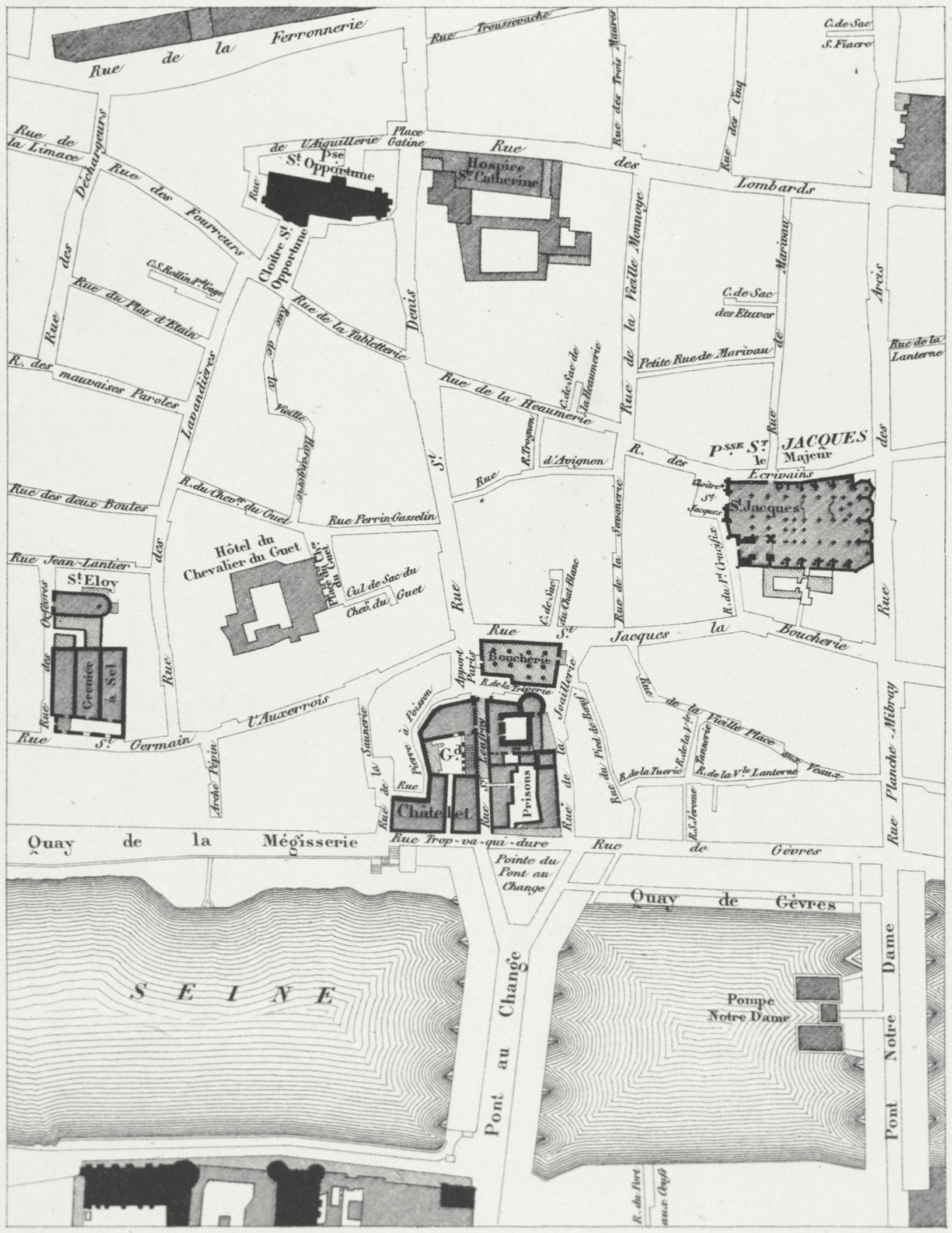
La rue en 1750.
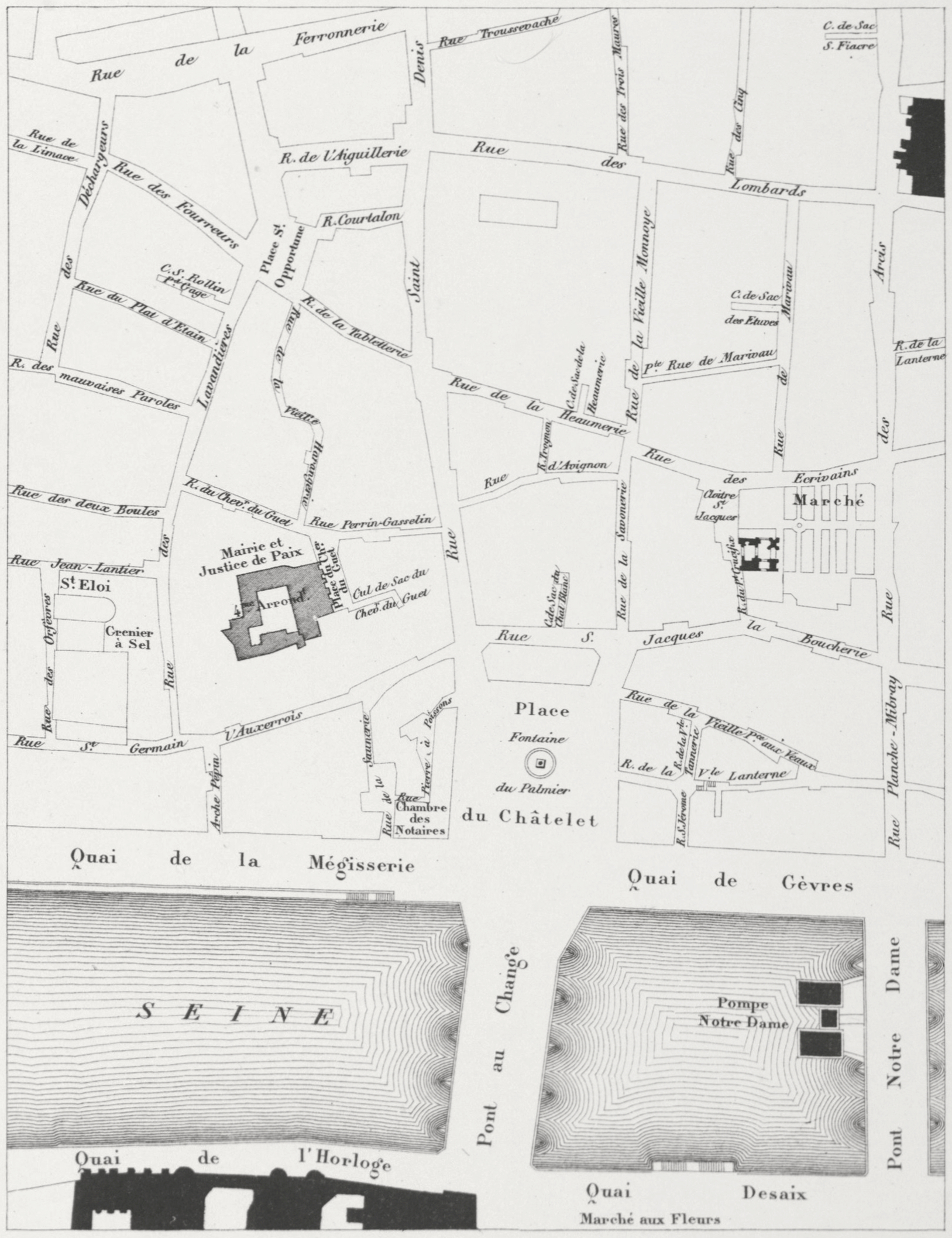
La rue prolongée en 1836.

## Bâtiments remarquables et lieux de mémoire
- L'abbaye de Montmartre possédait dans cette rue deux maisons qui donnaient également rue de la Vieille-Place-aux-Veaux, et qui dépendaient de son fief du Fort-aux-Dames dont l'auditoire et la prison étaient situés dans le cul-de-sac du Fort-aux-Dames rue de la Heaumerie[10].